# Sibynophiinae
Sous-famille
Synonymes
- Scaphiodontophiinae Pyron, Burbrink, Colli, Montes de Oca, Vitt, Kuczynski & Wiens, 2010

Les Sibynophiinae sont une sous-famille de serpents de la famille des Colubridae.

## Répartition
Les espèces de cette sous-famille se rencontrent dans le sud-est de l'Asie et dans le centre de l'Amérique.

## Liste des genres
Selon The Reptile Database (27 août 2013) :
- Scaphiodontophis Taylor & Smith, 1943
- Sibynophis Fitzinger, 1843

## Publication originale
- Dunn, 1928 : A tentative key and arrangement of the American genera of Colubridae. Bulletin of the Antivenin Institute of America, vol. 2, p. 18‑24.